# 全国農地解放者同盟
全国農地解放者同盟（ぜんこくのうちかいほうしゃどうめい）は、農地改革で土地を失った旧地主たちが組織した団体。

## 概要
農地改革後、旧地主の中には改革を違法として提訴する動きもあったが、1953年に最高裁判所が農地解放を合憲とする判決（「農地改革事件」）を下したことから、国家への補償を求める動きへと転換していった。
1957年12月12日、「全国解放農地国家補償連合会」「日本農地犠牲者連盟」「日本被買収農地国家補償連合会」の旧地主系既存3団体が統合されて全国農地解放者連盟が結成、国家補償を求める運動が行われた。その結果、1965年になって「農地被買収者に対する給付金の交付に関する法律（農地報償法）」が制定され、旧地主に給付金を支給する形で国家補償が実現した。